# Johann Gottlieb Schmidt (Kupferstecher)

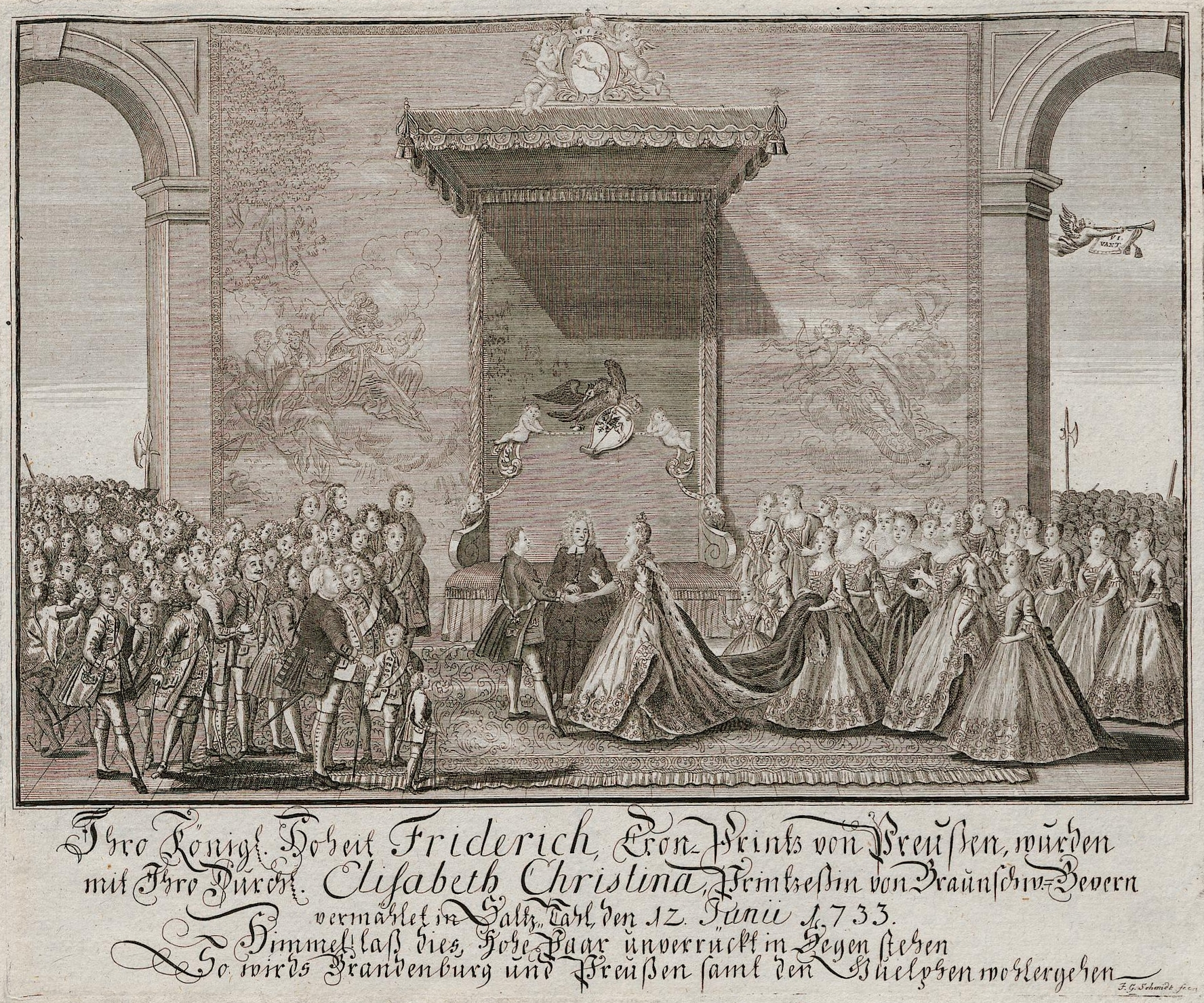
Hochzeit Friedrichs des Großen mit Elisabeth Christine von Braunschweig-Bevern 1733
Kupferstich, Johann Gottlieb Schmidt zugeschrieben

Johann Gottlieb Schmidt (* um 1720 in Berlin; † 14. Februar 1800 ebenda) war ein deutscher Zeichner und Kupferstecher.

## Biografie
Johann Gottlieb Schmidt wurde wahrscheinlich schon um 1720 geboren, denn es werden ihm bereits seit 1740 entstandene Werke zugeordnet. 1760 soll er an der Berliner Akademie der Künste auch Geometrie und Architektur studierte haben. Er war nicht nur als Zeichner, sondern auch als Stecher nach Vorlagen anderer Künstler tätig. So wurde er als „der kleine Schmidt“ bezeichnet, denn sein berühmterer Kollege war der Hofkupferstecher Georg Friedrich Schmidt, „der große Schmidt“. Den ärgerte es, dass Johann Gottlieb Schmidt auch Stiche anfertigte, ohne die Initialen der Vornamen anzugeben, so dass er ihn und den Kollegen Johann David Schleuen in einem Stich als gewinnsüchtige Kopisten anprangerte. Johann Gottlieb Schmidt hatte zwei Söhne, Carl Ludwig und Friedrich Wilhelm, die ebenfalls Kupferstecher wurden.